# 스톤커터스섬

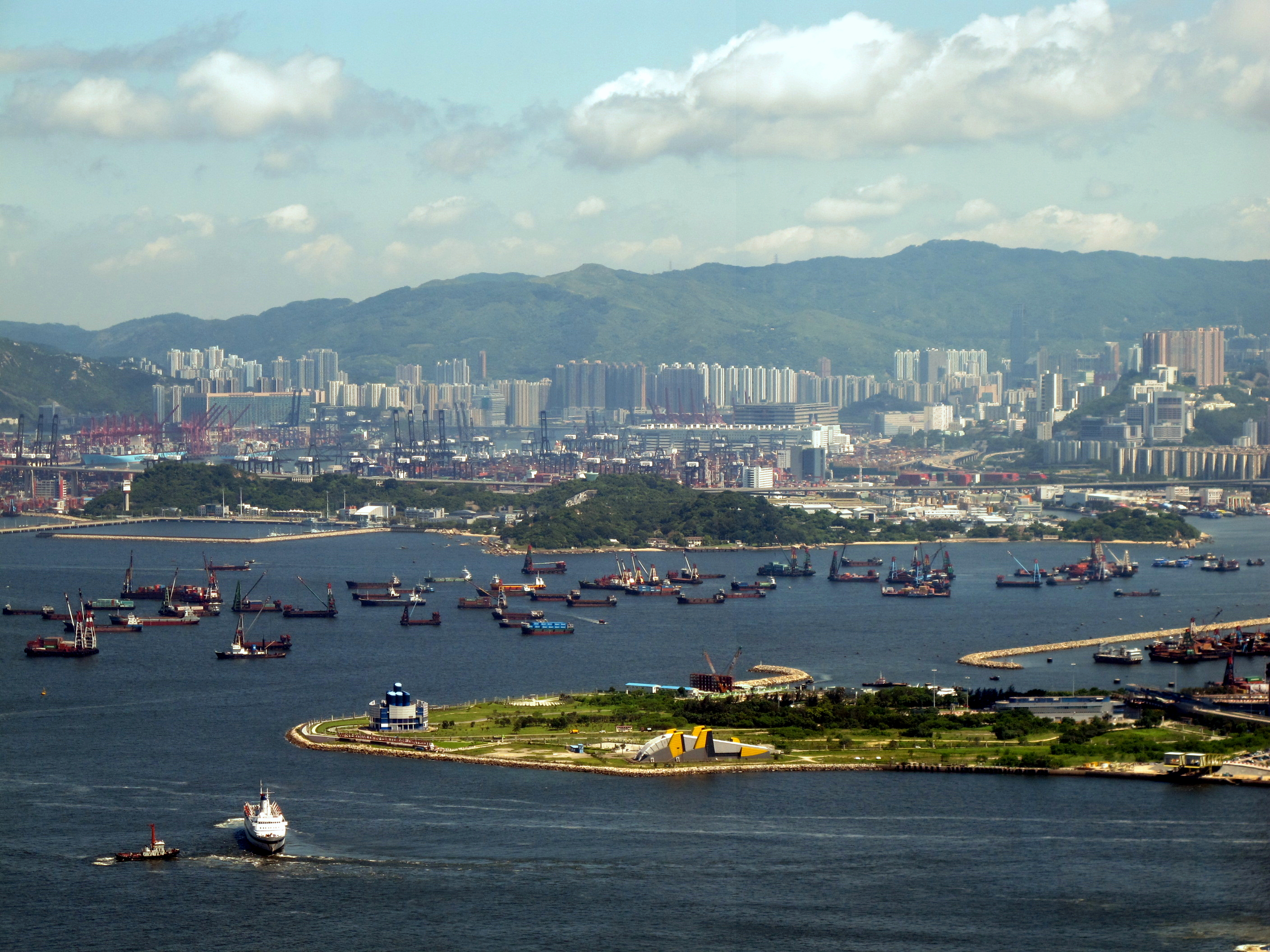

스톤커터스섬(영어: Stonecutters Island)은 홍콩 빅토리아항에 붙은 지역으로 예전엔 섬이었으나 간척을 통해 가우룽반도와 이어졌다. 스톤커터스섬은 1860년 베이징 조약으로 인해 청나라에서 영국으로 가우룽반도와 함께 이양됐다. 처음 영국은 채석장으로 이용하고자 했기에 스톤커터스라는 이름이 붙여졌다. 그 후 해군 기지가 건설됐다.

## 같이 보기
- 홍콩
- 홍콩의 지역 목록